# 尚布里 (塞纳-马恩省)
尚布里（法語：Chambry，法語發音：[ʃɑ̃bʁi] ⓘ）是法国塞纳-马恩省的一个市镇，位于该省北部，属于莫城区。

## 地理
尚布里（48°59'55"N, 2°53'41"E）面积9.75 平方千米，位于法国法蘭西島大區塞纳-马恩省，该省份为法国北部内陆省份，北起瓦兹省，西接埃松省、马恩河谷省、塞纳-圣但尼省和瓦兹河谷省，南至卢瓦雷省，东南接约讷省，东临马恩省和奥布省，东北接埃纳省。
与尚布里接壤的市镇（或旧市镇、城区）包括：庞沙尔、潘西、瓦雷德、巴尔西、克雷日莱莫、埃特雷皮伊、莫城。

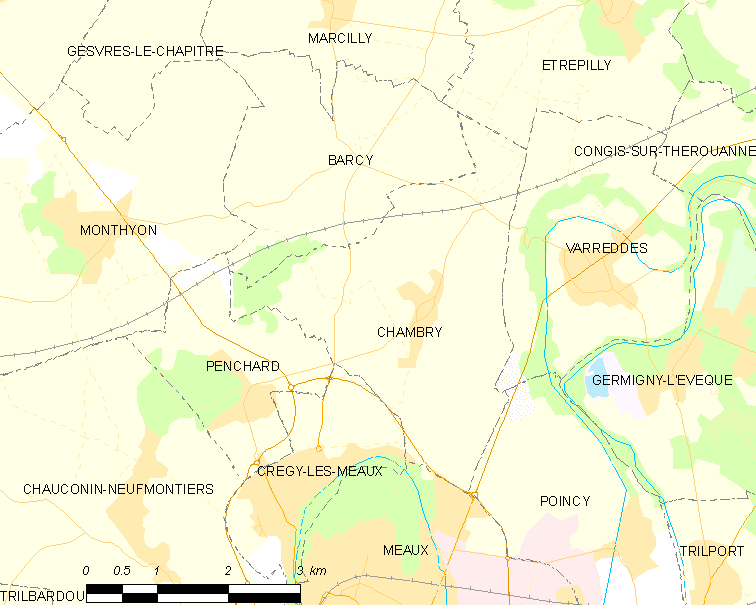
的OSM定位图

尚布里的时区为UTC+01:00、UTC+02:00（夏令时）。

## 行政
尚布里的邮政编码为77910，INSEE市镇编码为77077。

## 政治
尚布里所属的省级选区为克莱-苏伊县。

## 人口

1962-2008年间人口变化图示

尚布里于2022年1月1日时的人口数量为1051人。